# Calamagrostis longiseta
Calamagrostis longiseta är en gräsart som beskrevs av Eduard Hackel. Calamagrostis longiseta ingår i släktet rör, och familjen gräs. Inga underarter finns listade i Catalogue of Life.